# Banff (cratera)
Banff é uma cratera marciana. Tem como característica 5 quilômetros de diâmetro. Deve o seu nome a Banff, uma pequena cidade no estado de Alberta, no Canadá.